# Veliki vojvoda
Veliki vojvoda je naslov koji se rabi u Zapadnoj Europi, a posebno u germanskim zemljama za pokrajinske suverene. Veliki vojvoda je protokolarni rang ispod kralja i iznad suverena kneza. Veliki vojvoda je također uobičajen i potvrđen prijevod za velikog princa u jezicima koji ne prave razliku između prinčeva koji su monarhova djeca (npr. njemački Prinz) i vladajućih prinčeva (npr. njemački Fürst). Engleski i francuski jezik također rabe sintagmu velikog vojvode na taj način. Naslov velikog vojvode prevedena kao veliki princ i sam naslov velikog vojvode imaju očito različita značenja i zasebnu pozadinu. Usporedi s člankom o velikom princu. Teritorij kojim vlada veliki vojvoda zove se velika vojvodina ili veliko vojvodstvo.
Velika vojvotkinja je ženski oblik za velikog vojvodu.
Veliki vojvoda u prijevodu na sljedeće jezike glasi: na latinskom magnus dux, na španjolskom gran duque, na ruskom великий князь (velikij knjaz), na njemačkom Großherzog, na talijanskom gran duca, na francuskom grand-duc, na engleskom grand duke, na portugalskom grão-duque, na finskom suurherttua, na poljskom wielki książę, na mađarskom nagyherceg, na švedskom storhertig, na nizozemskom groothertog, na danskom storhertug, na litavskom didysis kunigaikštis, na češkom velkovévoda ili velkokníže.
Luksemburg je danas jedino preostalo veliko vojvodstvo na svijetu; njegov suveren nosi naslov velikoga vojvode. 